# Olivetti M1
Olivetti M1 è stata la prima macchina per scrivere prodotta industrialmente in Italia su progetto di Camillo Olivetti. Apparentemente assomiglia ad una macchina per scrivere prodotta da Underwood, ma ha dentro di sé una lunga serie di perfezionamenti e brevetti che la rendono particolarmente originale, facendone una degna capostipite di tutta la futura produzione Olivetti.

## Storia
La nascita della M1 si deve ai due viaggi che Camillo Olivetti fece in America. Il primo viaggio, nel 1892, avvenne al seguito del suo insegnante Galileo Ferraris dopo la laurea in ingegneria elettrica. Nei due anni in cui fu assistente nel reparto di ingegneria elettrica dell'Università di Stanford, Olivetti venne a conoscenza di tutta una serie di tecnologie in rapido sviluppo, comprese quelle relative alle macchine per scrivere ed i metodi necessari per realizzarle.
Nel 1904 Olivetti, con due suoi amici Gatta e Ferrero, decise di aprire una fabbrica a Milano, fabbrica che poi trasferirà ad Ivrea nel 1908. In quell'anno Camillo Olivetti affronta un secondo viaggio in America al fine di meglio comprendere le tecnologie necessarie per la produzione delle macchine per scrivere.
In occasione dell'Esposizione internazionale di Torino del 1911, Olivetti presenta le prime due macchine modello Olivetti M1. Nello stesso anno l'azienda vince la prima importante commessa di 100 macchine per il ministero della Marina. Nel 1912 si assicura anche una grande commessa per il ministero delle poste e dei telegrafi.
A livello pubblicitario, il primo lancio della macchina avvenne con un manifesto: creato da Teodoro Wolf Ferrari, in esso si vede in primo piano la macchina. Dietro di essa, un severo Dante Alighieri punta decisamente il dito su di essa. Lo stile del manifesto è semplice ed elegante, e si lega in modo evidente ad alcune visioni commerciali del progettista della macchina:
(Camillo Olivetti)

## Caratteristiche peculiari

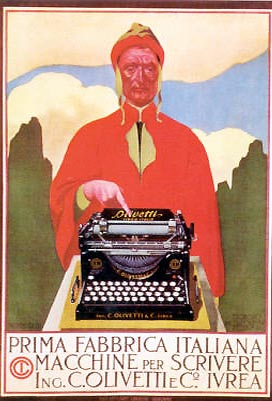
Primo manifesto della macchina per scrivere Olivetti M1

La M1 porterà tutta una serie di innovazioni che accompagneranno la produzione Olivetti negli anni successivi, quali:
- L'inversione automatica del nastro avviene tramite un occhiello inserito alle due estremità del nastro stesso, tale occhiello, facendo presa su di una leva a cavallo del nastro, fa sì che questa faccia scattare il meccanismo di inversione del trascinamento del nastro stesso.
- Il selettore di colore del nastro viene posto sulla parte anteriore della macchina, in posizione comoda e intuitiva.
- Il meccanismo del margine ha una soluzione originale: quando il giusto margine è stato raggiunto, una leva a cui è fissata una spina di gomma è spinta davanti e ne impedisce l'ulteriore scrittura.

## Caratteristiche costruttive
La Olivetti M1 è una macchina da scrivere meccanica dotata di 42 tasti, corrispondenti a 84 segni, in configurazione AZERTY. In aggiunta ai 42 tasti (disposti su 4 file) la macchina presenta 8 tasti per la tabulazione e una barra spaziatrice.
Ha un telaio portante in ghisa con lamierini di copertura, ed è stata prodotta unicamente in colore nero.
Ha una lunghezza di 37 cm, una profondità di 41 cm e un'altezza di 26 cm. Il suo peso è di 17 kg.

## Produzione

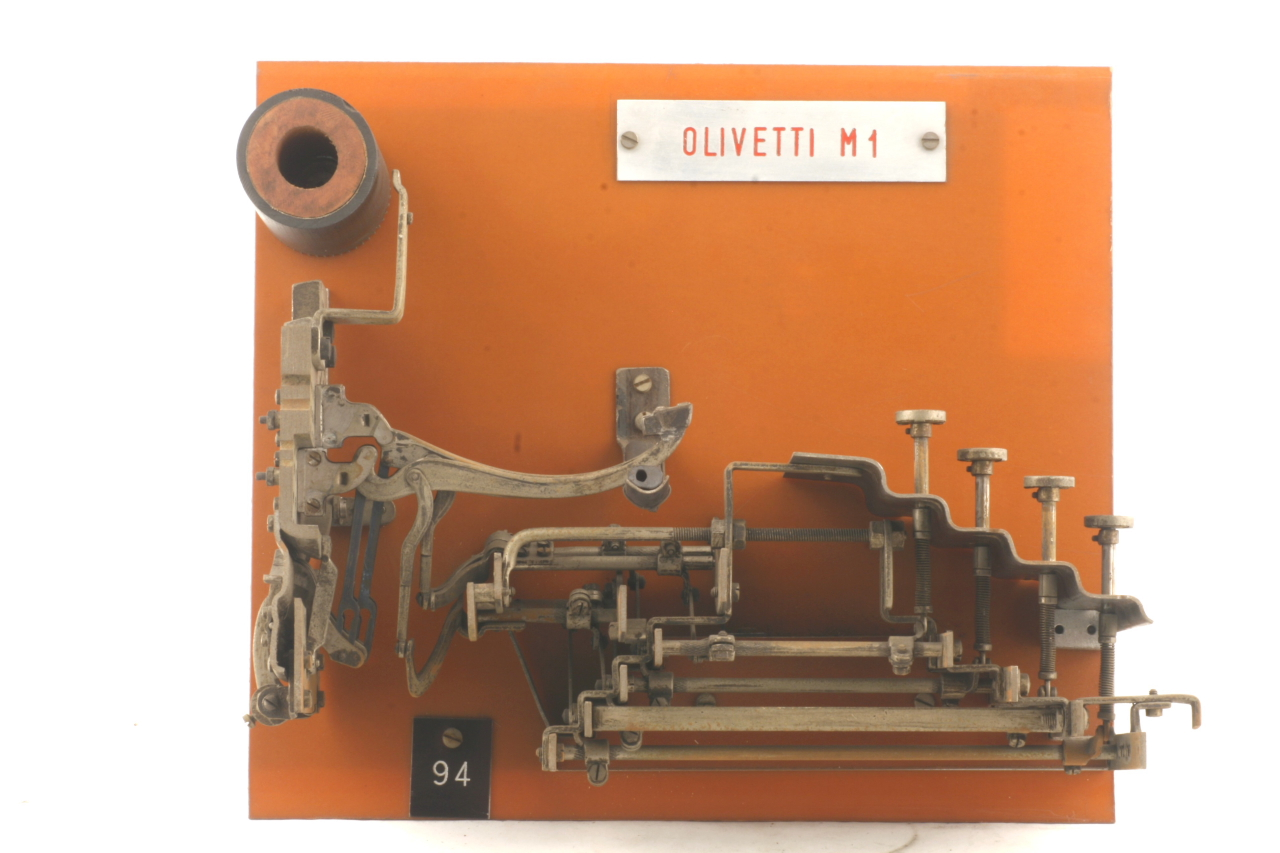
Particolare del cinematismo di 4 tasti della M1

In totale sono state prodotte circa 6000 macchine nel periodo che va da 1911 al 1920 (Su queste macchine, le prime due cifre del numero di serie indicano l'anno della fabbricazione). Nel 1920 la M1 verrà rimpiazzata dal successore modello Olivetti M20.

## Collezionismo
La Olivetti M1 è una delle macchine per scrivere più ricercata dai collezionisti, vista la sua rarità.
È molto ricercata per la sua costruzione solida e per essere uno dei primi modelli a consolidare la reputazione di Olivetti nel settore.
La produzione di questo modello si è interrotta nel 1920, pertanto, ad oggi, qualsiasi modello di Olivetti M1, avrà sicuramente più di un secolo di storia, vita ed esperienze vissute.